# Перский, Константин Дмитриевич
Константин Дмитриевич Пе́рский (21 мая [2 июня] 1854, Тверская губерния — 5 [18] апреля 1906, Санкт-Петербург) — русский учёный, преподаватель Кадетского корпуса в Санкт-Петербурге, военный инженер, которому приписывают введение термина «телевидение» (télévision).

## Биография
Константин Перский родился 21 мая (2 июня) 1854 года в Тверской губернии, принадлежал к старинному дворянскому роду, основатель которого, по преданию, выехал из Персии на службу к великому князю Дмитрию Донскому.
Учился в Михайловском артиллерийском училище, по окончании которого поручиком сражался в отряде под командованием наследника престола, будущего царя Александра III, в Русско-турецкой войне 1877—1878 гг. и был награждён орденом Святой Анны с надписью «За храбрость».
В 1882 году окончил Михайловскую артиллерийскую академию.
С 1883 по 1886 год учился в Николаевской академии Генерального штаба, но был отчислен «по домашним обстоятельствам».
Дальнейшую службу проходил в Санкт-Петербурге в качестве начальника мастерских Патронного, затем Трубочного завода (ныне завод им. М. И. Калинина).
Был профессором электротехники в Артиллерийской академии.
Константин Перский занимал видное место в научно-общественной жизни Санкт-Петербурга: был членом Русского технического общества и учёным секретарем Электротехнического общества, принимал активное участие во Всероссийских электротехнических съездах.
Практические работы Перского относились в основном к созданию и совершенствованию орудийных приборов.
В 1899 году представил доклад «Современное состояние вопроса об электровидении на расстоянии (телевизирование)» на Первом всероссийском электротехническом конгрессе в Санкт-Петербурге. Затем он выступил 24 августа 1900 года в Париже на IV Международном электротехническом конгрессе, который проводился в рамках Всемирной промышленной выставки, с докладом «Телевидение как электрическое кино», где впервые применил термин «телевидение». Впоследствии этот доклад был опубликован на французском языке, и с тех пор термин «телевидение» стал широко использоваться за рубежом. В России это слово прижилось лишь к середине 1930-х годов.
5 апреля 1906 года по высочайшему приказу полковник К. Д. Перский был произведен в генерал-майоры «с увольнением за болезнью от службы, с мундиром и с пенсиею» и вскоре скончался.

## Научные труды и патенты
- Патент на первый в мире способ передачи изображения на расстоянии (1899).
- Перский К. Д. Прибор капитана Перского для поверки делений квадрантов при валовом их изготовлении // Артиллер. журнал. — 1899. — № 6. — С. 547—549.
- Капитан Перский. Управляемые воздухоплавательные приборы и их значение на войне // Разведчик. — 1894. — № 180, 181. — С. 261—262, 304—306.

## Признание и награды
- орден Св. Анны 2-й ст.
- орден Св. Анны 3-й ст.
- орден Св. Владимира 4-й ст.
- орден Св. Станислава 2-й ст.
- орден Св. Станислава 3-й ст.
- Бронзовая медаль Русского технического общества «за рациональную конструкцию охранительного предупредителя от попыток тайного проникновения в помещение» (1893).
- Бронзовая медаль Всемирной выставки (г. Чикаго, 1893).

Послужной список К. Д. Перского с записями о наградах и повышениях хранится в архиве Военно-исторического музея артиллерии, инженерных войск и войск связи в Санкт-Петербурге.